# Victime du terrorisme
« Victime du terrorisme » est, en France, une mention qui peut être portée depuis 2012 sur l'acte de décès des personnes dont la mort a été causée par un acte de terrorisme. Elle concerne les victimes de nationalité française quel que soit le pays où elles ont été tuées, et celles tuées sur le territoire français quelle que soit leur nationalité.
Depuis sa première application en 2014, plus de 140 personnes ont été déclarées « victimes du terrorisme » par le ministère de la Justice.

## Histoire
La mention « victime du terrorisme » est créée par la loi no 2012-1432 du 21 décembre 2012 relative à la sécurité et à la lutte contre le terrorisme, votée en réaction aux attentats de mars 2012 perpétrés par Mohammed Merah.
La création de cette mention par cette loi résulte d'un amendement proposé par Gérald Darmanin, alors député UMP de la 10e circonscription du Nord. Celle-ci a en effet été endeuillée par la mort de deux Linsellois, Antoine de Léocour et Vincent Delory, lors de la prise d'otages de Niamey en 2011,,. Quoique Darmanin fasse alors partie de l'opposition, son amendement est soutenu par des députés de la majorité et par le gouvernement Ayrault, et il est voté à l'unanimité.
Pour créer cette mention, l'article 12 de la loi vient compléter les conditions dans lesquelles les victimes de terrorisme peuvent être indemnisées par le fonds de garantie, définies à l'article 9 de la loi no 86-1020 du 9 septembre 1986 relative à la lutte contre le terrorisme,. Ces dispositions sont codifiées en 2015, avec effet au 1er janvier 2017, à l'article L. 514-1 du Code des pensions militaires d'invalidité et des victimes de guerre.
La circulaire du 23 juillet 2014 relative à l'état civil précise la formule à apposer sur l'acte de décès.
En 2016 est créé l'article R. 514-1 du Code des pensions militaires d'invalidité et des victimes de guerre concernant les recours. La même année, le député Kader Arif propose dans une question écrite au gouvernement que la mention soit complétée par l'expression « mort au nom de la France » ; cette proposition reste lettre morte

## Autres mentions
La loi de 2012 qui a créé la mention « victime du terrorisme » a également créé la mention « mort pour le service de la Nation », réservée aux militaires.
Ces deux mentions s'ajoutent ainsi aux mentions « mort pour la France » et « mort en déportation » qui existent depuis respectivement 1915 et 1985. Elles seront complétées en 2021 par la mention « mort pour le service de la République ».

## Contenu et objectif

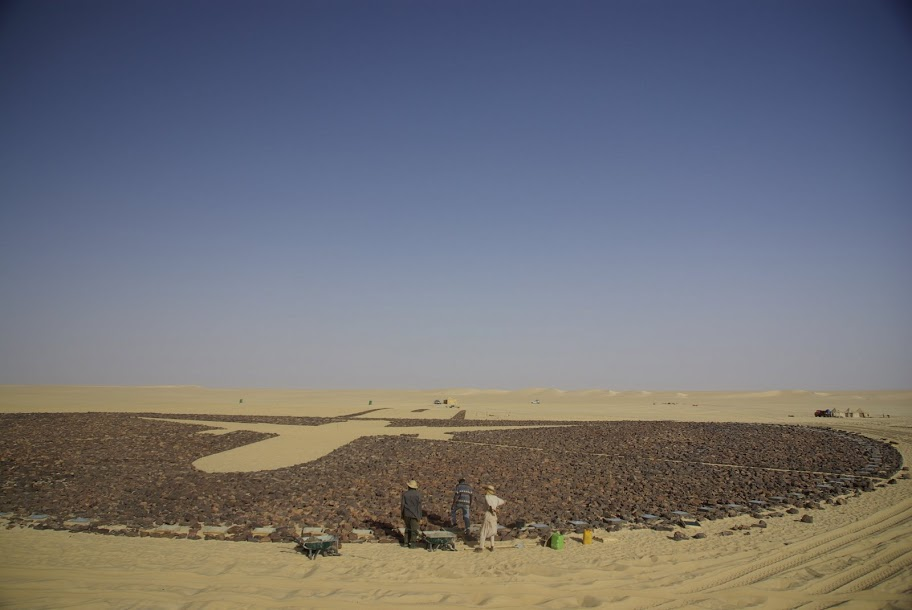
Mémorial commémorant l'explosion en 1989 du. C'est le plus ancien attentat ayant abouti à une mention « victime du terrorisme », malgré sa création en 2012, montrant son effet rétroactif.

La loi prévoit que le ministre de la Justice peut décider, avec l'accord des ayants droit, que la mention « Victime du terrorisme » soit portée sur l'acte de décès des personnes suivantes :
- « les victimes d'actes de terrorisme commis sur le territoire national » ;
- « les personnes de nationalité française ayant leur résidence habituelle en France, ou résidant habituellement hors de France et régulièrement immatriculées auprès des autorités consulaires, victimes à l'étranger d'un acte de terrorisme ».

La mention peut être ajoutée ultérieurement si celle-ci n'a pas pu être inscrite sur l'acte de décès au moment de sa rédaction, y compris si la victime a trouvé la mort avant l'entrée en vigueur de la loi ayant créé la mention, qui a donc un effet rétroactif.

Les enfants des personnes dont l'acte de décès porte la mention « Victime du terrorisme » peuvent devenir pupille de la Nation.

## Liste
Fin 2019, un peu plus de 130 demandes avaient été acceptées par le ministère de la Justice.
À titre d'exemples (à date du 1er avril 2025) :
- sur les 17 morts des attentats de janvier 2015, 8 ont la mention « victime du terrorisme » sur leur acte de décès ;
- sur les 131 morts des attentats du 13 novembre 2015, 66 ont la mention « victime du terrorisme » sur leur acte de décès (y compris un rescapé qui s'est ensuite donné la mort en 2017[10]) ;
- sur les 86 morts de l'attentat du 14 juillet 2016 à Nice, 44 ont la mention « victime du terrorisme » sur leur acte de décès.

| Nom                                   | Date du décès       | Attentat                                     | Lieu du décès                            | Pays de décès   | Date de l'arrêté           |                   |           |
| ------------------------------------- | ------------------- | -------------------------------------------- | ---------------------------------------- | --------------- | -------------------------- | ----------------- | --------- |
| Yannick Beugnet                       | 25 déc. 1994        | Prise d'otages du vol Air France 8969        | Aéroport Houari Boumédiène, Dar El Beïda | Algérie         | 31 mars 2014               | [ A 1 ]           | [ D 1 ]   |
| Vincent Delory                        | 8 janv. 2011        | Prise d'otages de Niamey                     | Région de Tabankort                      | Mali            | 16 juin 2014               | [ A 2 ]           |           |
| Cabu                                  | 7 janv. 2015        | Attentat contre Charlie Hebdo                | Paris                                    | France          | 11 mars 2015               | [ A 3 ]           | [ D 2 ]   |
| Franck Brinsolaro (d)                 | 7 janv. 2015        | Attentat contre Charlie Hebdo                | Paris                                    | France          | 11 mars 2015               | [ A 4 ]           | [ D 3 ]   |
| Anne Dechauffour                      | 21 sept. 2013       | Attaque du centre commercial Westgate        | Nairobi                                  | Kenya           | 7 avr. 2015                | [ A 5 ]           | [ D 4 ]   |
| Corine Dechauffour, née Tortorici     | 21 sept. 2013       | Attaque du centre commercial Westgate        | Nairobi                                  | Kenya           | 7 avr. 2015                | [ A 6 ]           | [ D 5 ]   |
| Yohan Cohen                           | 9 janv. 2015        | Prise d'otages de l'Hyper Cacher             | Paris                                    | France          | 10 avr. 2015               | [ A 7 ]           | [ D 6 ]   |
| Michel Renaud                         | 7 janv. 2015        | Attentat contre Charlie Hebdo                | Paris                                    | France          | 24 avr. 2015               | [ A 8 ]           | [ D 7 ]   |
| Tignous                               | 7 janv. 2015        | Attentat contre Charlie Hebdo                | Paris                                    | France          | 11 mai 2015                | [ A 9 ]           | [ D 8 ]   |
| Georges Wolinski                      | 7 janv. 2015        | Attentat contre Charlie Hebdo                | Paris                                    | France          | 1er sept. 2015             | [ A 10 ]          | [ D 9 ]   |
| Pierre-Antoine Henry                  | 13 – 14 nov. 2015   | Attentats du 13 novembre                     | Paris, Bataclan                          | France          | 24 déc. 2015               | [ A 11 ]          | [ D 10 ]  |
| Ariane Theiller                       | 13 – 14 nov. 2015   | Attentats du 13 novembre                     | Paris, Bataclan                          | France          | 24 déc. 2015               | [ A 12 ]          | [ D 11 ]  |
| Jean-Jacques Kirchheim                | 13 – 14 nov. 2015   | Attentats du 13 novembre                     | Paris, Bataclan                          | France          | 24 déc. 2015               | [ A 13 ]          | [ D 12 ]  |
| Alban Denuit (d)                      | 13 – 14 nov. 2015   | Attentats du 13 novembre                     | Paris, Bataclan                          | France          | 24 déc. 2015               | [ A 14 ]          | [ D 13 ]  |
| Jean-Jacques Amiot                    | 13 – 14 nov. 2015   | Attentats du 13 novembre                     | Paris, Bataclan                          | France          | 30 déc. 2015               | [ A 15 ]          | [ D 14 ]  |
| Christophe Foultier                   | 13 – 14 nov. 2015   | Attentats du 13 novembre                     | Paris, Bataclan                          | France          | 30 déc. 2015               | [ A 16 ]          | [ D 15 ]  |
| David Perchirin                       | 13 – 14 nov. 2015   | Attentats du 13 novembre                     | Paris, Bataclan                          | France          | 30 déc. 2015               | [ A 17 ]          | [ D 16 ]  |
| Elsa Delplace                         | 13 – 14 nov. 2015   | Attentats du 13 novembre                     | Paris, Bataclan                          | France          | 30 déc. 2015               | [ A 18 ]          | [ D 17 ]  |
| Précilia Correia                      | 13 – 14 nov. 2015   | Attentats du 13 novembre                     | Paris, Bataclan                          | France          | 30 déc. 2015               | [ A 19 ]          | [ D 18 ]  |
| Quentin Boulenger                     | 13 – 14 nov. 2015   | Attentats du 13 novembre                     | Paris, Bataclan                          | France          | 30 déc. 2015               | [ A 20 ]          | [ D 19 ]  |
| Nathalie Lauraine-Boulyguina (d)      | 13 – 14 nov. 2015   | Attentats du 13 novembre                     | Paris, Bataclan                          | France          | 30 déc. 2015               | [ A 21 ]          | [ D 20 ]  |
| Nicolas Classeau (d)                  | 13 – 14 nov. 2015   | Attentats du 13 novembre                     | Paris, Bataclan                          | France          | 30 déc. 2015               | [ A 22 ]          | [ D 21 ]  |
| Germain Ferey                         | 13 – 14 nov. 2015   | Attentats du 13 novembre                     | Paris, Bataclan                          | France          | 30 déc. 2015               | [ A 23 ]          | [ D 22 ]  |
| Quentin Mourier                       | 13 – 14 nov. 2015   | Attentats du 13 novembre                     | Paris, Bataclan                          | France          | 5 janv. 2016               | [ A 24 ]          | [ D 23 ]  |
| Gilles Leclerc                        | 13 – 14 nov. 2015   | Attentats du 13 novembre                     | Paris, Bataclan                          | France          | 5 janv. 2016               | [ A 25 ]          | [ D 24 ]  |
| Sébastien Proisy (d)                  | 13 nov. 2015        | Attentats du 13 novembre                     | Paris, Le Carillon                       | France          | 5 janv. 2016               | [ A 26 ]          | [ D 25 ]  |
| Lamia Mondeguer                       | 13 nov. 2015        | Attentats du 13 novembre                     | Paris, La Belle Équipe                   | France          | 5 janv. 2016               | [ A 27 ]          | [ D 26 ]  |
| Fabrice Dubois                        | 13 – 14 nov. 2015   | Attentats du 13 novembre                     | Paris, Bataclan                          | France          | 12 fév. 2016               | [ A 28 ]          | [ D 27 ]  |
| Émilie Meaud                          | 13 nov. 2015        | Attentats du 13 novembre                     | Paris, Le Carillon                       | France          | 12 fév. 2016               | [ A 29 ]          | [ D 28 ]  |
| Emmanuel Bonnet                       | 13 – 14 nov. 2015   | Attentats du 13 novembre                     | Paris, Bataclan                          | France          | 12 fév. 2016               | [ A 30 ]          | [ D 29 ]  |
| Lola Salines (d)                      | 13 – 14 nov. 2015   | Attentats du 13 novembre                     | Paris, Bataclan                          | France          | 12 fév. 2016               | [ A 31 ]          | [ D 30 ]  |
| Charlotte Meaud                       | 13 nov. 2015        | Attentats du 13 novembre                     | Paris, Le Carillon                       | France          | 12 fév. 2016               | [ A 32 ]          | [ D 31 ]  |
| Élodie Breuil                         | 13 – 14 nov. 2015   | Attentats du 13 novembre                     | Paris, Bataclan                          | France          | 12 fév. 2016               | [ A 33 ]          | [ D 32 ]  |
| Romain Naufle                         | 13 – 14 nov. 2015   | Attentats du 13 novembre                     | Paris, Bataclan                          | France          | 12 fév. 2016               | [ A 34 ]          | [ D 33 ]  |
| Anne-Laure Arruebo                    | 13 nov. 2015        | Attentats du 13 novembre                     | Paris, La Belle Équipe                   | France          | 12 fév. 2016               | [ A 35 ]          | [ D 34 ]  |
| Hugo Sarrade                          | 13 – 14 nov. 2015   | Attentats du 13 novembre                     | Paris, Bataclan                          | France          | 15 fév. 2016               | [ A 36 ]          | [ D 35 ]  |
| Mohamed Amine Ibnolmobarak            | 13 nov. 2015        | Attentats du 13 novembre                     | Paris, Le Carillon                       | France          | 15 fév. 2016               | [ A 37 ]          | [ D 36 ]  |
| Isabelle Merlin                       | 13 – 14 nov. 2015   | Attentats du 13 novembre                     | Paris, Bataclan                          | France          | 15 fév. 2016               | [ A 38 ]          | [ D 37 ]  |
| Renaud Le Guen                        | 14 nov. 2015        | Attentats du 13 novembre                     | Paris, Bataclan                          | France          | 2 mars 2016                | [ A 39 ]          | [ D 38 ]  |
| Fanny Minot                           | 13 – 14 nov. 2015   | Attentats du 13 novembre                     | Paris, Bataclan                          | France          | 2 mars 2016                | [ A 40 ]          | [ D 39 ]  |
| Thibault Rousse-Lacordaire            | 13 – 14 nov. 2015   | Attentats du 13 novembre                     | Paris, Bataclan                          | France          | 2 mars 2016                | [ A 41 ]          | [ D 40 ]  |
| Antoine Mary                          | 13 – 14 nov. 2015   | Attentats du 13 novembre                     | Paris, Bataclan                          | France          | 2 mars 2016                | [ A 42 ]          | [ D 41 ]  |
| Huguette Dupeu                        | 28 mars 2015        | Attaque du musée du Bardo                    | Tunis                                    | Tunisie         | 3 mars 2016                | [ A 43 ]          | [ D 42 ]  |
| Patricia San Martin Nuñez             | 13 – 14 nov. 2015   | Attentats du 13 novembre                     | Paris, Bataclan                          | France          | 3 mars 2016                | [ A 44 ]          | [ D 43 ]  |
| Nicolas Degenhardt                    | 13 nov. 2015        | Attentats du 13 novembre                     | Paris, La Bonne Bière                    | France          | 3 mars 2016                | [ A 45 ]          | [ D 44 ]  |
| Guillaume Barreau-Decherf             | 13 – 14 nov. 2015   | Attentats du 13 novembre                     | Paris, Bataclan                          | France          | 3 mars 2016                | [ A 46 ]          | [ D 45 ]  |
| Cécile Coudon Peccadeau de L'Isle     | 13 nov. 2015        | Attentats du 13 novembre                     | Paris, La Belle Équipe                   | France          | 3 mars 2016                | [ A 47 ]          | [ D 46 ]  |
| Juan Alberto González Garrido         | 13 – 14 nov. 2015   | Attentats du 13 novembre                     | Paris, Bataclan                          | France          | 21 mars 2016 20 avril 2016 | [ A 48 ] [ A 49 ] | [ D 47 ]  |
| Kheireddine Sahbi                     | 13 nov. 2015        | Attentats du 13 novembre                     | Paris, Rue de la Fontaine-au-Roi         | France          | 21 mars 2016               | [ A 50 ]          | [ D 48 ]  |
| Antonio De Oliveira Basto             | 15 janv. 2016       | Attentats de Ouagadougou                     | Ouagadougou, Le Cappuccino               | Burkina Faso    | 21 mars 2016               | [ A 51 ]          | [ D 49 ]  |
| Stéphane Albertini                    | 13 nov. 2015        | Attentats du 13 novembre                     | Paris, Bataclan                          | France          | 5 avr. 2016                | [ A 52 ]          | [ D 50 ]  |
| Mathieu de Rorthais                   | 13 nov. 2015        | Attentats du 13 novembre                     | Paris, Bataclan                          | France          | 5 avr. 2016                | [ A 53 ]          | [ D 51 ]  |
| Claire Maitrot-Tapprest               | 13 – 14 nov. 2015   | Attentats du 13 novembre                     | Paris, Bataclan                          | France          | 5 avr. 2016 3 mai 2016     | [ A 54 ] [ A 55 ] | [ D 52 ]  |
| Estelle Rouat                         | 13 – 14 nov. 2015   | Attentats du 13 novembre                     | Paris, Bataclan                          | France          | 7 avr. 2016                | [ A 56 ]          | [ D 53 ]  |
| Christopher Neuet-Shalter-Bodineau    | 13 nov. 2015        | Attentats du 13 novembre                     | Paris, Bataclan                          | France          | 8 avr. 2016                | [ A 57 ]          | [ D 54 ]  |
| Caroline Prenat                       | 13 – 14 nov. 2015   | Attentats du 13 novembre                     | Paris, Bataclan                          | France          | 28 juin 2016               | [ A 58 ]          | [ D 55 ]  |
| Jean-Pierre Arnaud                    | 13 mars 2016        | Attentat de Grand-Bassam                     | Grand-Bassam                             | Côte d'Ivoire   | 28 juin 2016               | [ A 59 ]          | [ D 56 ]  |
| Hervé Cornara                         | 26 juin 2015        | Attentat de Saint-Quentin-Fallavier          | Saint-Quentin-Fallavier                  | France          | 28 juin 2016               | [ A 60 ]          | [ D 57 ]  |
| Véronique de Bourgies                 | 13 nov. 2015        | Attentats du 13 novembre                     | Paris, La Belle Équipe                   | France          | 28 juin 2016               | [ A 61 ]          | [ D 58 ]  |
| Madeleine Sadin                       | 13 – 14 nov. 2015   | Attentats du 13 novembre                     | Paris, Bataclan                          | France          | 22 juill. 2016             | [ A 62 ]          | [ D 59 ]  |
| Franck Hamel                          | 13 mars 2016        | Attentat de Grand-Bassam                     | Grand-Bassam                             | Côte d'Ivoire   | 22 juill. 2016             | [ A 63 ]          | [ D 60 ]  |
| Nicolas Leslie                        | 14 – 15 juill. 2016 | Attentat du 14 juillet à Nice                | Nice, Promenade des Anglais              | France          | 28 oct. 2016               | [ A 64 ]          | [ D 61 ]  |
| Leila Alaoui                          | 18 janv. 2016       | Attentats de Ouagadougou                     | Ouagadougou                              | Burkina Faso    | 28 oct. 2016               | [ A 65 ]          | [ D 62 ]  |
| Robert Marchand                       | 14 – 15 juill. 2016 | Attentat du 14 juillet à Nice                | Nice, Promenade des Anglais              | France          | 28 oct. 2016               | [ A 66 ]          | [ D 63 ]  |
| Natalya Otto                          | 14 – 15 juill. 2016 | Attentat du 14 juillet à Nice                | Nice, Promenade des Anglais              | France          | 28 oct. 2016               | [ A 67 ]          | [ D 64 ]  |
| Mino Rakotomalala, épouse Razafitrimo | 14 – 15 juill. 2016 | Attentat du 14 juillet à Nice                | Nice, Promenade des Anglais              | France          | 28 oct. 2016               | [ A 68 ]          | [ D 65 ]  |
| Jean-Pierre Joussemet                 | 18 août 2016        | Attentat du 14 juillet à Nice                | Nice, CHU Pasteur                        | France          | 28 oct. 2016               | [ A 69 ]          | [ D 66 ]  |
| Sven Alejandro Silva Perugini         | 14 nov. 2015        | Attentats du 13 novembre                     | Paris, Bataclan                          | France          | 28 oct. 2016               | [ A 70 ]          | [ D 67 ]  |
| Hervé Chadeau                         | 14 – 15 juill. 2016 | Attentat du 14 juillet à Nice                | Nice, Promenade des Anglais              | France          | 28 oct. 2016               | [ A 71 ]          | [ D 68 ]  |
| Pierre Hattermann                     | 14 – 15 juill. 2016 | Attentat du 14 juillet à Nice                | Nice, Promenade des Anglais              | France          | 3 nov. 2016                | [ A 72 ]          | [ D 69 ]  |
| Elouan Hattermann                     | 14 – 15 juill. 2016 | Attentat du 14 juillet à Nice                | Nice, Promenade des Anglais              | France          | 3 nov. 2016                | [ A 73 ]          | [ D 70 ]  |
| Françoise Henry, épouse Hattermann    | 14 – 15 juill. 2016 | Attentat du 14 juillet à Nice                | Nice, Promenade des Anglais              | France          | 3 nov. 2016                | [ A 74 ]          | [ D 71 ]  |
| Patricia Duroy, épouse Zanon          | 14 – 15 juill. 2016 | Attentat du 14 juillet à Nice                | Nice, Promenade des Anglais              | France          | 3 nov. 2016                | [ A 75 ]          | [ D 72 ]  |
| Ahmed Merabet (d)                     | 7 janv. 2015        | Attentat contre Charlie Hebdo                | Paris, 62 boulevard Richard-Lenoir       | France          | 22 nov. 2016               | [ A 76 ]          | [ D 73 ]  |
| Laura Borla                           | 14 – 15 juill. 2016 | Attentat du 14 juillet à Nice                | Nice, Promenade des Anglais              | France          | 1er déc. 2016              | [ A 77 ]          | [ D 74 ]  |
| Sean Copeland                         | 14 – 15 juill. 2016 | Attentat du 14 juillet à Nice                | Nice, Promenade des Anglais              | France          | 1er déc. 2016              | [ A 78 ]          | [ D 75 ]  |
| Brodie Copeland                       | 14 – 15 juill. 2016 | Attentat du 14 juillet à Nice                | Nice, Promenade des Anglais              | France          | 1er déc. 2016              | [ A 79 ]          | [ D 76 ]  |
| Mohamed Toukabri                      | 14 – 15 juill. 2016 | Attentat du 14 juillet à Nice                | Nice, Promenade des Anglais              | France          | 1er déc. 2016              | [ A 80 ]          | [ D 77 ]  |
| Camille Murris                        | 14 – 15 juill. 2016 | Attentat du 14 juillet à Nice                | Nice, Promenade des Anglais              | France          | 1er déc. 2016              | [ A 81 ]          | [ D 78 ]  |
| Aldjia Bouilfane, épouse Bouzaouit    | 14 – 15 juill. 2016 | Attentat du 14 juillet à Nice                | Nice, Promenade des Anglais              | France          | 1er déc. 2016              | [ A 82 ]          | [ D 79 ]  |
| Olfa Khalfallah                       | 14 – 15 juill. 2016 | Attentat du 14 juillet à Nice                | Nice, Promenade des Anglais              | France          | 12 déc. 2016               | [ A 83 ]          | [ D 80 ]  |
| Justine Moulin                        | 13 nov. 2015        | Attentats du 13 novembre                     | Paris, Le Petit Cambodge                 | France          | 13 déc. 2016               | [ A 84 ]          | [ D 81 ]  |
| Claire Scesa, épouse Camax            | 13 – 14 nov. 2015   | Attentats du 13 novembre                     | Paris                                    | France          | 13 déc. 2016               | [ A 85 ]          | [ D 82 ]  |
| Mathias Billiez                       | 14 – 15 juill. 2016 | Attentat du 14 juillet à Nice                | Nice, Promenade des Anglais              | France          | 13 déc. 2016               | [ A 86 ]          | [ D 83 ]  |
| Hugues Mismaque                       | 14 – 15 juill. 2016 | Attentat du 14 juillet à Nice                | Nice, Promenade des Anglais              | France          | 4 janv. 2017               | [ A 87 ]          | [ D 84 ]  |
| Marie Lausch                          | 13 – 14 nov. 2015   | Attentats du 13 novembre                     | Paris                                    | France          | 4 janv. 2017               | [ A 88 ]          | [ D 85 ]  |
| Romain Knecht                         | 14 – 15 juill. 2016 | Attentat du 14 juillet à Nice                | Nice, Promenade des Anglais              | France          | 4 janv. 2017               | [ A 89 ]          | [ D 86 ]  |
| Arnaud Cazier                         | 15 janv. 2016       | Attentats de Ouagadougou                     | Ouagadougou                              | Burkina Faso    | 7 fév. 2017                | [ A 90 ]          | [ D 87 ]  |
| Jacqueline Wurtlin                    | 14 – 15 juill. 2016 | Attentat du 14 juillet à Nice                | Nice, Promenade des Anglais              | France          | 7 fév. 2017                | [ A 91 ]          | [ D 88 ]  |
| Yanis Malvezin                        | 14 – 15 juill. 2016 | Attentat du 14 juillet à Nice                | Nice, Promenade des Anglais              | France          | 7 fév. 2017                | [ A 92 ]          | [ D 89 ]  |
| Odile Caleo                           | 14 – 15 juill. 2016 | Attentat du 14 juillet à Nice                | Nice, Promenade des Anglais              | France          | 7 fév. 2017                | [ A 93 ]          | [ D 90 ]  |
| Christiane Fabry                      | 14 – 15 juill. 2016 | Attentat du 14 juillet à Nice                | Nice, Promenade des Anglais              | France          | 7 fév. 2017                | [ A 94 ]          | [ D 91 ]  |
| Céline Maynand, épouse Bousfiha       | 14 – 15 juill. 2016 | Attentat du 14 juillet à Nice                | Nice, Promenade des Anglais              | France          | 7 fév. 2017                | [ A 95 ]          | [ D 92 ]  |
| André Raffaelli                       | 14 – 15 juill. 2016 | Attentat du 14 juillet à Nice                | Nice, Promenade des Anglais              | France          | 7 fév. 2017                | [ A 96 ]          | [ D 93 ]  |
| Jocelyne Lefevre-Sory, épouse Caleo   | 14 – 15 juill. 2016 | Attentat du 14 juillet à Nice                | Nice, Promenade des Anglais              | France          | 7 fév. 2017                | [ A 97 ]          | [ D 94 ]  |
| Bruno Villani                         | 14 – 15 juill. 2016 | Attentat du 14 juillet à Nice                | Nice, Promenade des Anglais              | France          | 9 fév. 2017                | [ A 98 ]          | [ D 95 ]  |
| Laurence Rasteu                       | 14 – 15 juill. 2016 | Attentat du 14 juillet à Nice                | Nice, Promenade des Anglais              | France          | 9 fév. 2017                | [ A 99 ]          | [ D 96 ]  |
| Léana Sahraoui                        | 14 – 15 juill. 2016 | Attentat du 14 juillet à Nice                | Nice, Promenade des Anglais              | France          | 9 mars 2017                | [ A 100 ]         | [ D 97 ]  |
| Mehdi Hachadi                         | 14 – 15 juill. 2016 | Attentat du 14 juillet à Nice                | Nice, Promenade des Anglais              | France          | 9 mars 2017                | [ A 101 ]         | [ D 98 ]  |
| Sylviane Noailland                    | 14 – 15 juill. 2016 | Attentat du 14 juillet à Nice                | Nice, Promenade des Anglais              | France          | 14 mars 2017               | [ A 102 ]         | [ D 99 ]  |
| Fatima Nait Hda                       | 14 – 15 juill. 2016 | Attentat du 14 juillet à Nice                | Nice, Promenade des Anglais              | France          | 14 mars 2017               | [ A 103 ]         | [ D 100 ] |
| David Bonnet                          | 14 – 15 juill. 2016 | Attentat du 14 juillet à Nice                | Nice, Promenade des Anglais              | France          | 14 mars 2017               | [ A 104 ]         | [ D 101 ] |
| Myriam Bellazouz                      | 14 – 15 juill. 2016 | Attentat du 14 juillet à Nice                | Nice, Promenade des Anglais              | France          | 14 mars 2017               | [ A 105 ]         | [ D 102 ] |
| Christophe Mutez (d)                  | 13 – 14 nov. 2015   | Attentats du 13 novembre                     | Paris, Bataclan                          | France          | 14 mars 2017               | [ A 106 ]         | [ D 103 ] |
| Mathias Dymarski                      | 13 – 14 nov. 2015   | Attentats du 13 novembre                     | Paris                                    | France          | 14 mars 2017               | [ A 107 ]         | [ D 104 ] |
| Fatima Marzouk                        | 14 – 15 juill. 2016 | Attentat du 14 juillet à Nice                | Nice, Promenade des Anglais              | France          | 14 mars 2017               | [ A 108 ]         | [ D 105 ] |
| Raphaël Ruiz                          | 13 – 14 nov. 2015   | Attentats du 13 novembre                     | Paris                                    | France          | 15 mars 2017               | [ A 109 ]         | [ D 106 ] |
| Éric Flory                            | 31 mai 2016         | Attentat contre le camp de la Minusma        | Gao                                      | Mali            | 30 mars 2017               | [ A 110 ]         | [ D 107 ] |
| Antoine Lamour Béchet de Léocour      | 8 janv. 2011        | Prise d'otages de Niamey                     | Région de Tabankort                      | Mali            | 11 avr. 2017               | [ A 111 ]         |           |
| Marie-Pierre Gasc, épouse Viale       | 14 – 15 juill. 2016 | Attentat du 14 juillet à Nice                | Nice, Promenade des Anglais              | France          | 19 juin 2017               | [ A 112 ]         | [ D 108 ] |
| Kylian Mejri                          | 14 – 15 juill. 2016 | Attentat du 14 juillet à Nice                | Nice, Promenade des Anglais              | France          | 24 juill. 2017             | [ A 113 ]         | [ D 109 ] |
| Xavier Jugelé (d)                     | 20 avr. 2017        | Attentat contre un fourgon de police         | Paris, avenue des Champs-Élysées         | France          | 24 juill. 2017             | [ A 114 ]         | [ D 110 ] |
| Sébastien Bélanger                    | 3 juin 2017         | Attentat du 3 juin 2017 à Londres            | Londres                                  | France          | 24 juill. 2017             | [ A 115 ]         | [ D 111 ] |
| Cédric Gomet                          | 13 – 14 nov. 2015   | Attentats du 13 novembre                     | Paris, Bataclan                          | France          | 24 juill. 2017             | [ A 116 ]         | [ D 112 ] |
| Xavier Thomas                         | 3 juin 2017         | Attentat du 3 juin 2017 à Londres            | Londres                                  | France          | 24 juill. 2017             | [ A 117 ]         | [ D 113 ] |
| Jean-Marc Bonnet                      | 26 fév. 2007        |                                              | Médine                                   | Arabie saoudite | 3 janv. 2018               | [ A 118 ]         | [ D 114 ] |
| Romain Bonnet                         | 27 fév. 2007        |                                              | Médine, hôpital du roi Fahd (en)         | Arabie saoudite | 3 janv. 2018               | [ A 119 ]         | [ D 115 ] |
| Thierry Gouy                          | 13 août 2017        | Attentat du 13 – 14 août 2017                | Ouagadougou                              | Burkina Faso    | 2 fév. 2018                | [ A 120 ]         | [ D 116 ] |
| Baptiste Chevreau                     | 13 – 14 nov. 2015   | Attentats du 13 novembre                     | Paris, Bataclan                          | France          | 2 fév. 2018                | [ A 121 ]         | [ D 117 ] |
| Marc Émane Biteghe                    | 18 juin 2017        | Attentat de Kangaba                          | Bamako                                   | Mali            | 2 fév. 2018                | [ A 122 ]         | [ D 118 ] |
| Alexandre Pigeard                     | 3 juin 2017         | Attentat du 3 juin 2017 à Londres            | Londres                                  | France          | 2 fév. 2018                | [ A 123 ]         | [ D 119 ] |
| Rachel Servonnet                      | 14 – 15 juill. 2016 | Attentat du 14 juillet à Nice                | Nice, Promenade des Anglais              | France          | 9 avr. 2018                | [ A 124 ]         | [ D 120 ] |
| Cécile Vannier                        | 22 fév. 2009        | Attentat du 22 février 2009 au Caire         | Le Caire                                 | Égypte          | 14 mai 2018                | [ A 125 ]         | [ D 121 ] |
| Arnaud Beltrame                       | 24 mars 2018        | Attaque du 23 mars 2018 à Trèbes             | Carcassonne                              | France          | 10 août 2018               | [ A 126 ]         | [ D 122 ] |
| Laurence Tavet                        | 14 – 15 juill. 2016 | Attentat du 14 juillet à Nice                | Nice, Promenade des Anglais              | France          | 2 juill. 2019              | [ A 127 ]         | [ D 123 ] |
| Jean-Henri Denoix de Saint Marc       | 19 sept. 1989       | Vol UTA 772                                  | Ténéré                                   | Niger           | 30 août 2019               | [ A 128 ]         | [ D 124 ] |
| Brice Le Mescam                       | 3 oct. 2019         | Attentat de la préfecture de police de Paris | Paris, préfecture de police              | France          | 2 déc. 2019                | [ A 129 ]         | [ D 125 ] |
| Jean-Michel Perrine                   | 6 avr. 1994         | Attentat du 6 avril 1994 au Rwanda           | Kigali                                   | Rwanda          | 2 déc. 2019                | [ A 130 ]         | [ D 126 ] |
| Damien Ernest                         | 3 oct. 2019         | Attentat de la préfecture de police de Paris | Paris, Préfecture de police              | France          | 5 août 2020                | [ A 131 ]         | [ D 127 ] |
| Myriam Dessaivre                      | 9 août 2020         | Attaque de Kouré                             | Kouré                                    | Niger           | 14 janv. 2021              | [ A 132 ]         | [ D 128 ] |
| Amie Vimal                            | 14 – 15 juill. 2016 | Attentat du 14 juillet à Nice                | Nice, Promenade des Anglais              | France          | 17 juin 2021               | [ A 133 ]         | [ D 129 ] |
| Chloé Boissinot                       | 13 – 14 nov. 2015   | Attentats du 13 novembre                     | Paris, Le Petit Cambodge                 | France          | 16 juill. 2021             | [ A 134 ]         | [ D 130 ] |
| Stéphane Grégoire                     | 19 nov. 2015        | Attentats du 13 novembre                     | Paris, Bataclan                          | France          | 16 juill. 2021             | [ A 135 ]         | [ D 131 ] |
| Imad Ibn Ziaten (d)                   | 12 mars 2012        | Attentats de mars 2012 en France             | Toulouse                                 | France          | 16 fév. 2022               | [ A 136 ]         | [ D 132 ] |
| Christiane Fourret                    | 15 janv. 2022       |                                              | Tiznit                                   | Maroc           | 9 mars 2022                | [ A 137 ]         | [ D 133 ] |
| Houda Saadi                           | 13 nov. 2015        | Attentats du 13 novembre                     | Paris                                    | France          | 30 mars 2022               | [ A 138 ]         | [ D 134 ] |
| Halima Saadi                          | 13 nov. 2015        | Attentats du 13 novembre                     | Paris                                    | France          | 30 mars 2022               | [ A 139 ]         | [ D 135 ] |
| Jérôme Lidoyne                        | 8 – 9 fév. 2022     | Massacre du parc du W                        | Parc national du W                       | Bénin           | 7 juin 2022                | [ A 140 ]         | [ D 136 ] |
| Stéphanie Monfermé (d)                | 23 avr. 2021        | Attaque du commissariat de Rambouillet       | Rambouillet                              | France          | 7 juin 2022                | [ A 141 ]         | [ D 137 ] |
| Éric Asnar                            | 28 avr. 2011        | Attentat du café Argana                      | Place Jemaa el-Fna, Marrakech            | Maroc           | 6 juill. 2023              | [ A 142 ]         | [ D 138 ] |
| Jean-Yves Socard                      | 5 mai 2014          |                                              | Sanaa                                    | Yémen           | 20 juill. 2023             | [ A 143 ]         |           |
| Angélique Gautier                     | 28 avr. 2011        | Attentat du café Argana                      | Place Jemaa el-Fna, Marrakech            | Maroc           | 20 juill. 2023             | [ A 144 ]         |           |
| Guillaume Valette                     | 19 nov. 2017        | Attentats du 13 novembre                     | Saint-Mandé                              | France          | 10 juin 2024               | [ A 145 ]         | [ D 139 ] |
| Romain Dunet                          | 13 – 14 nov. 2015   | Attentats du 13 novembre                     | Paris, Bataclan                          | France          | 27 août 2024               | [ A 146 ]         | [ D 140 ] |
| Christophe Lellouche (d)              | 13 – 14 nov. 2015   | Attentats du 13 novembre                     | Paris, Bataclan                          | France          | 28 oct. 2024               | [ A 147 ]         | [ D 141 ] |
| Justine Dupont                        | 13 nov. 2015        | Attentats du 13 novembre                     | Paris, La Belle Équipe                   | France          | 28 oct. 2024               | [ A 148 ]         | [ D 142 ] |
| Thomas Ayad                           | 13 – 14 nov. 2015   | Attentats du 13 novembre                     | Paris, Bataclan                          | France          | 28 oct. 2024               | [ A 149 ]         | [ D 143 ] |
| Thomas Duperron                       | 14 nov. 2015        | Attentats du 13 novembre                     | Clamart                                  | France          | 28 oct. 2024               | [ A 150 ]         | [ D 144 ] |
| Alexandrovna Savchenko                | 14 – 15 juill. 2016 | Attentat du 14 juillet à Nice                | Nice, Promenade des Anglais              | France          | 28 oct. 2024               | [ A 151 ]         |           |
| Richard Rammant                       | 13 – 14 nov. 2015   | Attentats du 13 novembre                     | Paris, Bataclan                          | France          | 3 déc. 2024                | [ A 152 ]         | [ D 145 ] |
| Mykhaylo Bazelevskyy                  | 14 juill. 2016      | Attentat du 14 juillet à Nice                | Nice, Promenade des Anglais              | France          | 18 mars 2025               | [ A 153 ]         | [ D 146 ] |
| Rickard Kruusberg                     | 14 juill. 2016      | Attentat du 14 juillet à Nice                | Nice, Promenade des Anglais              | France          | 18 mars 2025               | [ A 154 ]         | [ D 147 ] |
| Clarissa Jean-Philippe                | 8 janv. 2015        | Fusillade à Montrouge                        | Clamart                                  | France          | 1er avr. 2025              | [ A 155 ]         | [ D 148 ] |